# Easy Lover
Singles de Philip Bailey
Photogenic Memory
(1984)
Singles par Phil Collins
Against All Odds (Take a Look at Me Now)
(1984) One More Night
(1984)
Easy Lover est une chanson composée par le batteur-chanteur du groupe Genesis, Phil Collins, et le chanteur d'Earth, Wind & Fire, Philip Bailey, avec la participation du bassiste Nathan East. Elle est interprétée par Phil Collins et Philip Bailey avec Nathan East à la basse et Daryl Stuermer à la guitare.
Elle est sortie en novembre 1984 aux États-Unis et en 1985 en Europe. Le titre, qui apparait sur l'album solo Chinese Wall de Philip Bailey, est certifié disque d'or.
Il apparait aussi sur l'album Serious Hits… Live! de Phil Collins en 1990, et sur son album de compilation Hits en 1998. La chanson figure aussi sur une autre compilation de Phil Collins sortie en 2016, The Singles.
Le titre a été no 1 dans de nombreux pays, dont le Canada, les Pays-Bas, l'Irlande, le Japon et le Royaume-Uni. Il a été no 2 aux États-Unis, derrière la chanson de Foreigner I Want to Know What Love Is, et no 2 en Nouvelle-Zélande. Il a été nommé aux Grammy Awards en 1986, et est classé no 42 dans le Top 100 des titres du Rolling Stones Magazine

## Contexte
Collins produit en 1984 l'album solo de Philip Bailey, Chinese Wall. D'après Collins, Philip Bailey lui a demandé d'écrire une chanson qu'ils pourraient chanter ensemble. Dans une interview en février 2016, Collins indique :

« Nous avons commencé à improviser ensemble un soir, en faisant tourner un couplet et un refrain. Nous l'avons enregistré cette nuit-là de façon à ne pas l'oublier. Cette chanson ne ressemble à aucune autre. Elle est tout simplement fantastique. »

## Video
Le video-clip de la chanson a été tourné à Londres. C'est une vidéo sur le tournage d'un clip.

## Musiciens
- Philip Bailey : chant, chœurs
- Phil Collins : chant, chœurs, claviers, batterie, production
- Daryl Stuermer : guitare électrique
- Nathan East : basse
- Lesette Wilson : claviers

## Classements
| Classement (1984-1985)                 | Meilleure position |
| -------------------------------------- | ------------------ |
| Allemagne (Media Control AG)           | 5                  |
| Autriche (Ö3 Austria Top 40)           | 21                 |
| Belgique (Flandre Ultratop 50 Singles) | 4                  |
| Canada (100 Singles)                   | 1                  |
| États-Unis (Billboard Hot 100)         | 2                  |
| France (SNEP)                          | 14                 |
| Irlande (IRMA)                         | 1                  |
| Nouvelle-Zélande (RMNZ)                | 2                  |
| Pays-Bas (Single Top 100)              | 2                  |
| Royaume-Uni (UK Singles Chart)         | 1                  |
| Suède (Sverigetopplistan)              | 10                 |
| Suisse (Schweizer Hitparade)           | 8                  |

## Dans la culture populaire
La chanson est présente dans le jeu-vidéo Grand Theft Auto: Vice City Stories, audible sur la station de radio fictif Flash FM.
La chanson est présente dans la saison 2 d’American Crime Story (2018) et le film Le Grand Bain (2018) de Gilles Lellouche.

## Reprises
Le groupe hommage allemand Still Collins, formé en 1995, incorpore régulièrement la chanson dans son répertoire de concert,,. Elle figure également sur son album The very Best of Phil Collins & Genesis Live (A tribute concert event) (2016).